# Huang Yu-chuan
Huang Yu-chuan (* 17. Februar 1971) ist eine ehemalige taiwanische Fußballspielerin.

## Karriere
Huang spielte im November 1991 für Ming Chuan in ihrer taiwanischen Heimat. Die Angreiferin stand bei der Weltmeisterschaft 1991 im Kader der Nationalmannschaft, die das Viertelfinale erreichte, und kam auf vier Einsätze gegen Italien (0:5) und Deutschland (0:3).